# Famille Schorno
 (avril 2023).
La famille Schorno est une famille bourgeoise de Schwytz citée dès 1265. Plusieurs de ses membres ont exercé la charge de landamman de Schwytz.

## Histoire
Plusieurs membres de la famille ont été landamman de Schwytz, notamment Gilg Christoph Schorno.